# Sonia Franco
Sonia Franco (Ciudad de México, 30 de marzo de 1984) es una actriz mexicana que ha participado en diversas obras de teatro, películas y proyectos de televisión. Ganó el premio a mejor actriz en el Festival Internacional de Cine de Morelia, en 2017.

## Carrera
Sonia Franco egresó del Centro Universitario de Teatro (CUT) en 2009, de la Universidad Autónoma de México (UNAM). Comienza su carrera como actriz en algunos programas unitarios de la serie televisiva Lo que callamos las mujeres y en la obra de teatro Usted está aquí al lado de Rodrigo Murray, Zaide Silvia Gutiérrez, Karina Gidi, Miguel Conde y José Carlos Rodríguez. Desde entonces ha actuado en más de 30 obras de teatro como Casa con dos puertas mala es de guardar, Bosques, El amor de las luciérnagas, La casa de los espíritus, Feroces, Tr3s, Ejercicios fantásticos del yo, Escocia
Otras obras de teatro en las que ha participado son Los mansos, Hitler en el corazón, Dicen..., Litoral, La noche canta sus canciones, La máquina de Esquilo, y recientemente en Historias del té y Estar sin sitio

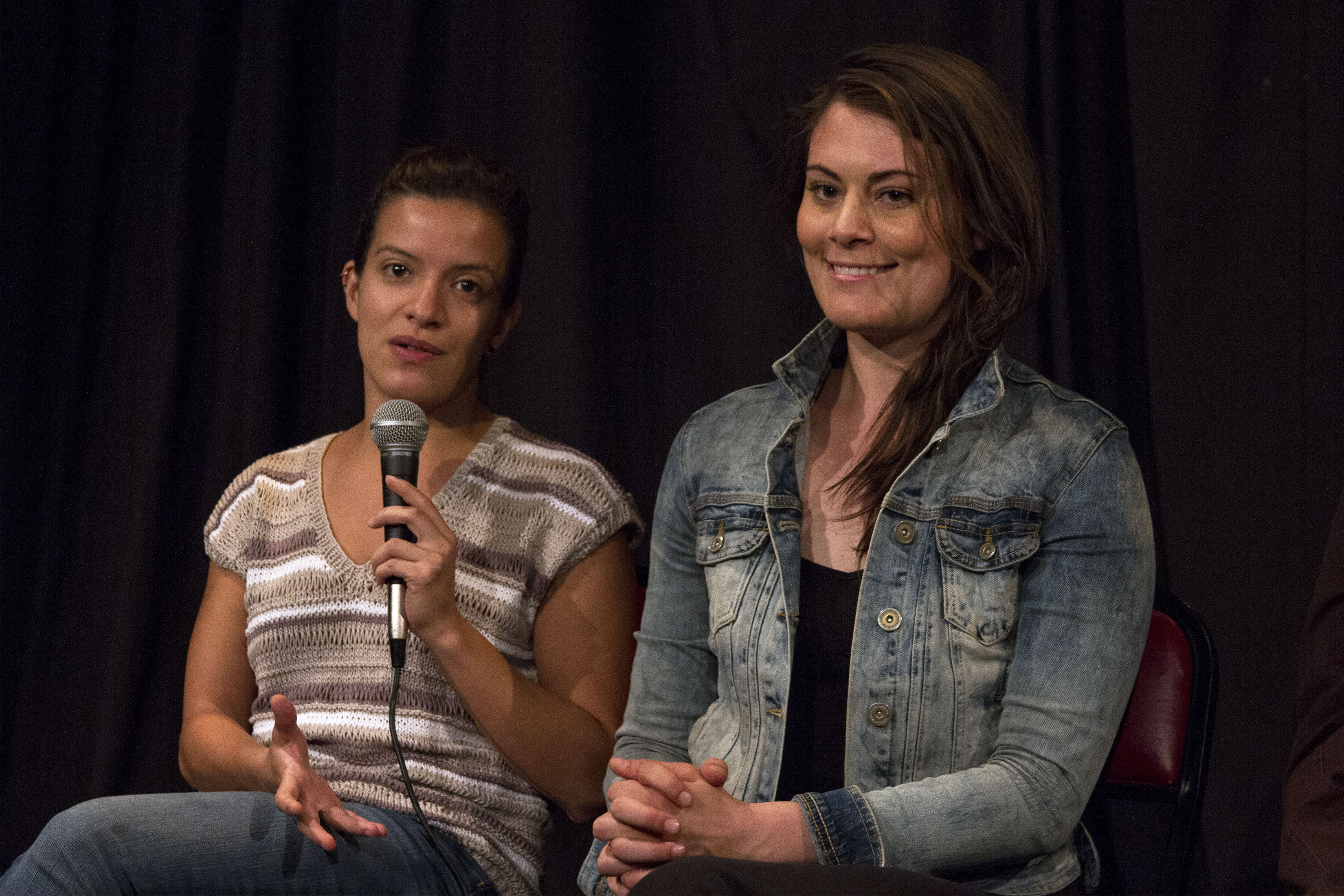
Presentación de la obra de teatro El amor de las luciérnagas.

En cine ha realizado algunos cortometrajes como Santiago del otro lado. En el 2013 participó en la película Los insólitos peces gato de Claudia Sainte-Luce, que ganó numerosos reconocimientos en los festivales internacionales más importantes del mundo.[cita requerida] donde interpretó a Alejandra.  
En 2014, hace su debut en las telenovelas con Yo no creo en los hombres, donde interpreta a "Ivana Duval", al lado de Adriana Louvier, Gabriel Soto, Flavio Medina, Rosa María Bianchi, Alejandro Camacho, Sophie Alexander, Macaria, Cecilia Toussaint, Luz María Jerez, Juan Carlos Colombo, entre otros. 
En 2016 participa en la película "Ayer maravilla fui" de Gabriel Mariño con la que ganó el premio a Mejor actriz en el Festival Internacional de Cine de Morelia, 2017.
Actualmente trabaja en la Compañía Nacional de Teatro. 

## Filmografía

### Telenovelas
| Telenovela  | Telenovela                | Telenovela  | Telenovela  |
| Año         | Título                    | Personaje   | Notas       |
| ----------- | ------------------------- | ----------- | ----------- |
| 2014 - 2015 | Yo no creo en los hombres | Ivana Duval | Antagonista |

### Cine
| Cine | Cine                     | Cine      | Cine             | Cine                                                               |
| Año  | Título                   | Personaje | Notas            | Premios                                                            |
| ---- | ------------------------ | --------- | ---------------- | ------------------------------------------------------------------ |
| 2019 | Perdida                  | Ligia     | Papel secundario |                                                                    |
| 2016 | Ayer maravilla fui       | Ana       | Papel estelar    | Mejor actriz en el Festival Internacional de Cine de Morelia, 2017 |
| 2014 | Generación Spielberg     | Mónica    | Papel estelar    |                                                                    |
| 2013 | Los insólitos peces gato | Alejandra | Estelar          |                                                                    |
| 2011 | Santiago del otro lado   | Valeria   | Papel estelar    |                                                                    |

### Teatro
| Obra teatral                            | Obra teatral                          |
| Título                                  | Dirección/Producción                  |
| --------------------------------------- | ------------------------------------- |
| Casa con dos puertas mala es de guardar | Gilberto Guerrero                     |
| 10 mandamientos y un abrigo de mink     | Ylia Popesku                          |
| Usted está aquí                         | Lorena Maza                           |
| Los mansos                              | Mario Espinosa                        |
| Dicen...                                | Juan Carlos Vives                     |
| Sedientos                               | Hugo Arrevillaga                      |
| Bosques                                 | Hugo Arrevillaga                      |
| El amor de las luciérnagas              | Alejandro Ricaño                      |
| Litoral                                 | Hugo Arrevillaga                      |
| La máquina de Esquilo                   | Alberto Lomnitz                       |
| Feroces                                 | Lorena Maza                           |
| Tiburón                                 | Ricardo Rodríguez                     |
| El rey viejo                            | Hugo Hiriart                          |
| Lady Hamlet                             | Aurora Cano                           |
| Escocia                                 | Silvia Ortega Vettoretti y Ginés Cruz |
| Ejercicios fantásticos del yo           | Sabina Berman                         |